# Micropeza ruficeps
Micropeza ruficeps är en tvåvingeart som beskrevs av Wulp 1897. Micropeza ruficeps ingår i släktet Micropeza och familjen skridflugor. Inga underarter finns listade i Catalogue of Life.